# Paracycnotrachelus breviusculus
Paracycnotrachelus breviusculus es una especie de coleóptero de la familia Attelabidae.

## Distribución geográfica
Habita en Corea, China y Vietnam.